# Inspecteur de la sécurité des navires
Ne doit pas être confondu avec Inspecteur de sûreté navale.
Les inspecteurs de la sécurité des navires sont des agents de l'État français chargés à la fois du contrôle des navires professionnels sous pavillon français mais aussi des navires étrangers touchant les ports français au titre du Port State Control (contrôle des navires par l'État du Port). Ils officient au sein des centres de sécurité des navires (CSN) sur tout le littoral métropolitain et ultra-marin.

## La diversité des missions
Lorsqu'ils sont affectés dans des Centres de sécurité des navires (CSN), ils s'occupent des aspects techniques de conceptions et d'ingénierie en matière de sécurité des navires, de navigation et de prévention des risques professionnels. Ils en assurent aussi la direction.

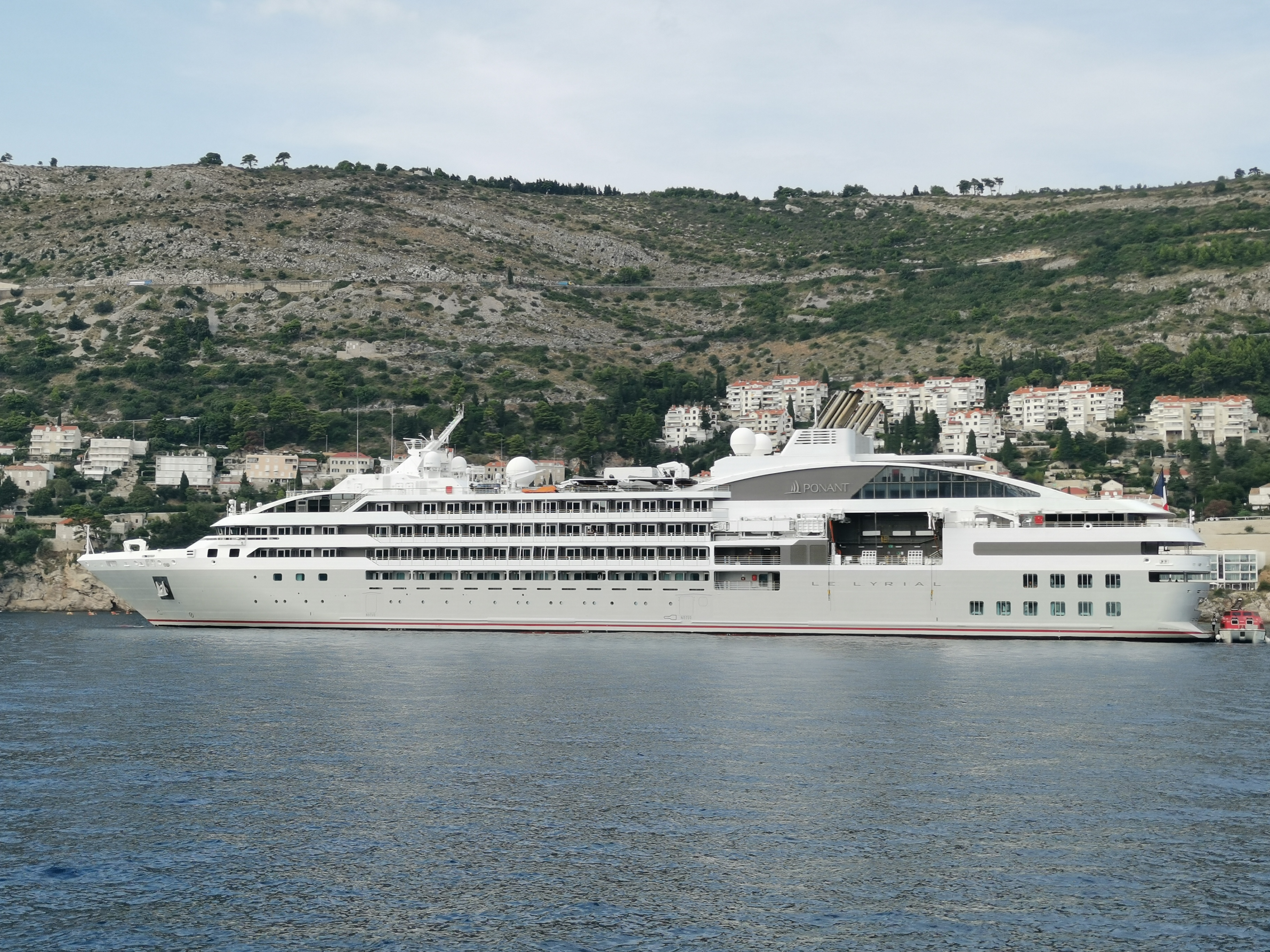
Le Lyrial de la compagnie de croisière Ponant arbore le pavillon français (registre de Wallis et Futuna), il est à ce titre suivi par les Inspecteurs de la Sécurité des Navires

Les missions principales sont les suivantes :
- Inspection et délivrance des titres de navigation internationaux pour les navires sous pavillon français qui ne sont délégués aux sociétés de classification, il s'agit actuellement des navires à passagers (Ferrys et Navires de Croisière) et des navires de longueur inférieur à 24m. Pour les navires délégués, des visites dites de deuxième niveau peuvent être effectués par les inspecteurs pour vérifier que les standards de sécurité exigés par le pavillon français sont bien pris en compte lors de visites des sociétés de classification. En cas de non-respect de la réglementation technique internationale (SOLAS, MARPOL, ...) ou françaises (divisions maritimes), les titres de navigation peuvent être suspendus entrainant l'immobilisation du navire.
- Audit de gestion de la sécurité (ISM) et sûreté (ISPS) à bord des navires et au sein des compagnies maritimes
- Audits pour la certification sociale des navires (MLC ou C188 pour les navires de pêche)
- Inspections des navires étrangers en escale en France dans le cadre du contrôle par l'État du port (Port State Control). Pour ces navires, ils ne délivrent pas de titres de navigation mais ils effectuent un contrôle de deuxième niveau. En effet, tous les États ne respectent pas leurs engagements internationaux en ce qui concerne le contrôle de la sécurité des navires battant leur pavillon. Les inspecteurs peuvent ainsi être amenés à émettre des déficiences voire à immobiliser un navire s'ils estiment que les conditions de sécurité et de sûreté ne sont pas respectées, au regard de la réglementation internationale.
- Inspection renforcée des navires rouliers à passagers (Ferrys) à quai et en traversée dans le cadre de la directive européenne 2017/2110
- Étude de conformité des dossiers de construction des navires au regard de la réglementation française
- Expertises techniques pour le Préfet maritime dans le cadre des enquêtes sur les pollutions en mer
- Expertise ponctuelle auprès de la Direction des Affaires Maritimes ainsi qu'auprès des institutions internationales (OMI, EMSA) pour l'élaboration de la règlementation maritime nationale et internationale face aux évolutions technologiques et aux retours d'expérience de l'accidentologie
- Missions d'évaluation sur les navires en difficulté pour le Préfet maritime
- Participations aux jurys d’examen pour les marins
- Enseignements à l'École nationale supérieure maritime (ENSM) - auparavant dans les écoles nationale de la marine marchande (ENMM), ou à l'École nationale de la sécurité et de l'administration de la mer

Pour réaliser leurs missions, les inspecteurs se déplacent régulièrement sur tout le littoral et effectuent ponctuellement des déplacements à l'étranger ainsi que des missions embarquées. 
Concernant la sécurité des navires, les inspecteurs s'appuient sur les codes SOLAS, MARPOL et STCW pour les navires à navigation internationale mais aussi sur des référentiels français appelés « division maritime », par exemple la division 227 énonce les règles techniques à satisfaire pour un navire de pêche inférieur à 12m tandis que la division 219 fournit les prescriptions concernant les radiocommunications 

## Carrière
Environ deux cents inspecteurs officient le long du littoral français dont les territoires ultra-marins au sein des Centres de Sécurité des Navires (CSN), certains ont le statut de cadre (catégorie A) et font partie du corps des Ingénieurs des Travaux publics de l'Etat (anciennement Inspecteurs des Affaires Maritimes avant la fusion) et peuvent exercer toutes les missions d'inspections sur tous les navires tandis que les techniciens supérieurs du développement durable (catégorie B) se consacrent exclusivement aux navires de moins de 24m hors passagers.  
Les inspecteurs sont aussi amenés à travailler au cours de leur carrière pour les administrations centrales, les préfectures de région, les préfectures maritimes, les Directions interrégionales de la mer, les Directions départementales des territoires et de la mer, ainsi que les Délégations départementales à la mer et au littoral, les collectivités locales, les établissements publics, les organisations internationales (Organisation maritime internationale) ou les institutions européennes de type Agence européenne pour la sécurité maritime.

## L'ancien corps des inspecteurs des affaires maritimes (IAM)
Les IAM étaient recrutés sur concours et provenaient généralement de cursus ingénieurs, architectes navals ou officiers de la Marine marchande. Ils suivaient, à la suite de leur recrutement, une formation complémentaire dans le domaine de la réglementation internationale et européenne en matière de sécurité des navires. Cette formation était effectuée à l'École nationale de la sécurité et de l'administration de la mer (ENSAM) pendant deux ans. Néanmoins le corps des inspecteurs des affaires maritimes « branche technique » a été intégré en 2016 dans le corps des ingénieurs des travaux publics de l'Etat (ITPE).
Pour assurer les fonctions techniques et la continuité du recrutement d'un vivier d'inspecteurs formés, des élèves ITPE sont recrutés chaque année sur dossier à la fin de leur formation à l'ENTPE et effectuent une quatrième année de spécialisation durant laquelle ils sont formés à l'ENSAM aux fonctions d'inspecteur de la sécurité des navires et de la prévention des risques professionnels maritimes (ISNPRPM) et préparent en même temps le Master 2 de droit maritime.